# Дубовка, Владимир Николаевич
Влади́мир Никола́евич Дубо́вка (бел. Уладзі́мір Мікала́евіч Дубо́ўка; 2 (15) июля 1900 — 20 марта 1976, Москва) — белорусский советский поэт, прозаик, языковед, переводчик, литературный критик. Лауреат Литературной премии имени Я. Купалы (1962). Член Союза писателей СССР (1958).

## Биография
Родился в семье рабочего в д. Огородники, Вилейский уезд, Виленская губерния (ныне Поставский район, Витебская область, Беларусь). В 1905—1912 годах учился в Маньковичской начальной школе. В 1912 году поступил в Мядельское училище. В октябре 1914 года поступил в Ново-Вилейскую учительскую семинарию, которая в связи с войной была переведена в Невель. В феврале 1918 года завершил семинарскую учёбу и переехал в Москву, куда ещё в 1915 году перебралась его семья. По окончании в 1918 году Ново-Вилейской учительской семинарии Дубовка был принят студентом историко-филологического факультета Московского университета, но после двух месяцев учёбы был вынужден, чтобы помочь родителям, поехать работать учителем на Тульщину.
В 1920 году проходил службу в отдельной телеграфно-строительной роте Красной Армии. В 1921 году после демобилизации работал в Народном комиссариате просвещения РСФСР методистом и инструктором белорусских школ и учился в Высшем литературно-художественном институте имени В. Брюсова. В 1920-е годы — один из ведущих белорусских поэтов независимой ориентации. В 1922—1925 годах — редактор белорусского издания «Вестник ЦИК, СНК и ПВО Союза ССР», одновременно ответственный секретарь представительства БССР при Правительстве СССР. Был лично знаком с В. Маяковским и С. Есениным, совместно участвовал с ними в отдельных литературных встречах и приёмах.
В 1924 году впервые посетил Минск, затем поехал в Харьков, где знакомится с украинским поэтом Вл. Сосюрой и другими. Также работал редактором литературной страницы на белорусском языке в газете «Гудок». В 1926—1930 годах редактор «Свода законов и приказов Рабоче-Крестьянского правительства Союза ССР». Несмотря на то, что постоянно жил в Москве, принимал активное участие в белорусском литературном движении — член литературных объединений «Маладняк»(«Молодняк»), «Узвышша» («Возвышенность»). Первый редактор журнала «Белорусский пионер». Чтобы избежать цензуры, некоторые стихи печатал в западном журнале «Белорусская культура».
В 1927 году женился на Марии Петровне Клаус. В следующем году родился сын Ольгерд.
За стихотворение «За все земли, всех народов мира» 20 июля 1930 года был арестован ОГПУ СССР в Кремле по делу «Союза освобождения Беларуси». В 1931 году находился в заключении в минской тюрьме; 10 апреля был осуждён на пять лет ссылки в Яранск, куда приехала с малолетним Ольгердом и Мария Петровна. Работал в Яранском районном потребительском союзе в должности секретаря. Принудительно переехал в деревню Шешурга, а позже — в Чебоксары.
В июле 1935 года срок ссылки был продлён на 2 года. В 1937 году был повторно арестован и осуждён на 10 лет лишения свободы, после чего жена с сыном вернулась в Москву, а потом — в Талдом, где работал счетоводом. Здесь в 1941 году погибает тринадцатилетний сын Ольгерд. Наказание отбывал в Кировской области, Чувашии, на Дальнем Востоке. В заключении литературным трудом не занимался.
В 1947 году по окончании срока заключения поэт оказался в городе Зугдиди (Грузинская ССР), где работал счетоводом в конторе чайного совхоза Наразени. Туда же переехала и Мария Петровна. 16 февраля 1949 года был арестован в третий раз. Особым совещанием МГБ СССР в апреле 1949 года был осуждён на 25 лет заключения. Отбывал наказание сначала в тбилисской тюрьме, потом был этапирован в Красноярский край. Работал столяром в Почеце Абанского района.
Окончательно был реабилитирован 15 ноября 1957 года. В 1959 году посетил Киев и путешествовал по Полесью. Умер 20 марта 1976 года в Москве. Похоронен на Николо-Архангельском кладбище.
Мария Петровна пережила мужа почти на 4 года — умерла 18 марта 1980 года в Москве.

## Память
В сентябре 1990 года Мядельская СШ № 1 стала носить имя Владимира Дубовки. На здании школы был прикреплен мемориальный знак в честь писателя, создан литературный зал-музей. В зале был установлен бронзовый бюст Владимира Николаевича, выполненный скульптором Г. Муромцевым. Примечательно, что в стенах школы впервые (специально) прозвучала чудом уцелевшая ария Брониславы из незавершенной оперы Николая Равенского «Бронислава» на либретто В. Дубовки по его одноимённой поэме. Опера писалась в 1929—1930 гг. в Москве, работа оборвалась в 1930 году в связи с арестом В. Дубовки.

## Награды и премии
- Литературная премия имени Янки Купалы (1962) за книгу поэзии «Полесская рапсодия».

## Творчество

### Поэзия
Поэтическое творчество Владимира Дубовки разделяется на два периода: 1921—1930 и 1958—1976 годов, из которых первый был особенно плодотворным. На формирование направлений художественного поиска Дубовки сильно повлияли классики белорусского литературы Янка Купала, Якуб Колас и Максим Богданович.
Творчество поэта 1920-х годов выделяется новизной и оригинальностью использования поэтических средств выразительности и приёмов версификации. Началом литературного творчества поэта считается 1921 год, когда в газете «Советская Белоруссия» было напечатано его стихотворение «Солнце Беларуси». Вскоре выходят сборники «Строма» (1923), «Там, где кипарисы» (1925), «Тростник» (1925), «Credo» (1926) и «Наля» (1927), главной темой которых становится идея возрождения страны, призыв к благородной чинности для края и народа.
В период нахождения поэта в Москве была написана поэма-триптих: «Круги» (1927), «И пурпурных парусов извивы…» (1929) и «Штурмуйте аванпосты будущего!» (1929, вышла в 1965). В поэмах ставится проблема сохранения духовного наследия народа — сокровища, накопленного на протяжении долгих веков. В последней поэме Дубовка выступил против поголовной коллективизации, отстаивал право свободного выбора при организации новых форм хозяйствования.
В 1930 году Владимир Дубовка был арестован и обвинен по делу «Союза освобождения Беларуси». Непосредственной причиной ареста стала публикация стихотворения «За все земли, всех народов мира …», опубликованного в журнале «Белорусская культура» (№ 1, 1927, Вильнюс) под псевдонимом Янка Кривичанин. Этим псевдонимом поэт больше не пользовался. На этом этапе жизни закачивается первый период в творчестве Владимира Дубовки.
В своих поэтических произведениях, как представитель молодой плеяды творцов, Владимир Дубовка стремился постичь духовный смысл революции и изменений, которые происходили в жизни. Как отмечает В. Максимович, художественная канва произведений поэта, которая держится на условно-ассоциативной образности, сильно заземлена, усреднена и служит выявлению конкретно-исторической проблематики.

### Вклад в языкознание
Владимир Дубовка сделал значительный вклад в развитие лексического строя белорусского литературного языка, пополнение его словарного состава абстрактной и научной лексикой. Как свидетельствует А. Каврус, исследователь языка Дубовки, отдельные слова и фразеологизмы, используемые писателем, передают колорит родных ему речей Поставщины и Мядельщины: «адляйцаць», «ажыргаць», «астрыжонак», «брыж», «буталь», «водзыўкі», «зблоціць», «калюжа», «лактаць», «нажутка», «пагурачак», «разыгранка» и другие. Поэту принадлежит большая роль в закреплении следующих слов в литературном обиходе: «агораць», «апантаны», «ашчаперыць», «водар», «дойлід», «збочыць», «зьнічка», «імклівасьць», «наканаваны», «нелюдзь», «непрыдатны», «талака», «удубальт» и других. В частности, Владимир Дубовка предложил заменить иноязычные слова «дифтонг» белорусским «згук».
Произведения поэта обращают на себя внимание использованием новых слов, необычных обращений, которые встречаются почти в каждом поэтическом произведении 1920-х годов: «дэсань», «кунежыць», «сэймаваць», «сэймікаваць», «сквіл», «многакраць», «замета», «чмары», «гэрцы», «скелз», «валотны», «соўкаць», «стацьцё», «сухазлоты», «памжа», «вілаводны», «віратлівы», «цьвятлівіць», «заістужыцъ», «распарасонся», «бесхацінцы», «дзеньдзівер», «скогат», «сукрыстасць» и других.
В конце 1920-х — 1930-х годах Владимир Дубовка в журнале «Узвышша» и других изданиях напечатал ряд статей по вопросам развития белорусского языка. В своих языковедческих статьях он предлагал свой проект решения основных вопросов графики и орфографии, поставленных на Академической конференции 1926 года, в которой он участвовал. В статьях Владимир Дубовка глубоко размышлял о применении алфавита в разных странах и культурных кругах. Проследив историю использования различных графических систем в белорусском книгопечатании — глаголицы, кириллицы, гражданки, — он пришёл к выводу, что «Современная наша кириллица непоправимо лучше приспособлена к нашей фонетике, чем польско-чешский алфавит».
В 1928 году Дубовка в журнале «Узвышша» опубликовал собственный проект для букв «д» и «дж», с № 5 журнал начал печатать с новыми буквами отдельные материалы, а с № 2 за 1929 год согласно постановлению общего собрания от 14 февраля 1929 года уже весь журнал печатался с новыми буквами. Впрочем, это нововведение позже не получило законодательного оформления.
Также Дубовка предлагал заменить созданное Карамзиным «ё» на «ö» (öн, лöн, Лöндан), ввести на образец украинской графики «ї» для передачи сочетания «Йи» (їкавка, їм, паїла).

## Оценки
Творческий потенциал Владимира Дубовки получил широкий резонанс среди его современников ещё в 1920-е годы.
- Максим Горецкий отмечал: «Первое место в белорусской поэзии послереволюционного периода занял Дубовка — по силе чувства, глубине мысли и художественной красоте формы в лирических стихах и небольших поэмах»[18].
- Иосиф Пуща утверждал, что произведения Дубовки «это нагорье современного белорусского художественного слова и поэзии», его стихи восхищают «классичностью своего художественного наряда, что мало у кого находим из современных поэтов не только Беларуси, но и России и Украины».
- Владимир Жилка обращал внимание на образный талант поэта: «Он умеет, как из мрамора, высечь свой неповторимый образ».
- В 1960-е годы украинский прозаик Иван Сенченко называл поэта «гением белорусской земли».
- В свою очередь, украинский поэт Владимир Сосюра говорил, что Дубовка «великий поэт Беларуси и не только Беларуси»[19].

### Сборники стихов
- «Строма» (Вильнюс, 1923)
- «Там, где кипарисы» (1925)
- «Тростник» (1925)
- «Сгеdо» (1926)
- «Наля» (Москва, 1927)
- «Полесская рапсодия» (1961)
- «Стихи» (1970).

### Поэмы
- «Круги» (1927)
- «И пурпурных парусов извивы» (1929)
- «Штурмуйте аванпосты будущего!» (1929).

### Сказки
- «Великолепная находка» (1960)
- «Цветы — солнцевы детки» (1963)
- «Сказки» (1968)
- «Золотые зёрна» (1975)
- «Как синичка к солнцу летала» (1961)[20]
- «Удивительные приключения» (1963)
- «Милавица» (1964).

### Антологии
- «Избранные произведения» в 2-х томах (1959, 1965).

### Повести для детей
- «Жёлтая акация» (1967)
- «Анна Олелько» (1969)
- «Как Алик в тайге заблудился» (1974).

### Рассказы-воспоминания
«Лепестки» (1974).

### Переводы
- Уильям Шекспир («Сонет», 1964)
- Джордж Гордон Байрон (поэмы «Шильонский узник», «Бронзовый век», мистерия «Каин» в сборнике «Избранное», 1963)
- стихи В. Брюсова, А. Прокофьева, П. Тычины, Ю. Янониса, С. Шырвани, М. Ардубады, К. Каладзе, Е. Чаренца, В. Броневского, Ю. Словацкого, В. Сырокомли, Ду Фу.